# Denison (Texas)
Pour les articles homonymes, voir Denison.
Denison est une ville du comté de Grayson, dans l'État du Texas, aux États-Unis, dont la population était de 22 682 habitants recensement de 2010.

## Personnalités liées à la ville
Le président américain Dwight Eisenhower et l’acteur John Hillerman sont nés à Denison.